# Tyron Woodley
Tyron Lakent Woodley (Ferguson, 17 de abril de 1982) é um lutador de artes marciais mistas estadunidense, é ex-wrestler amador pela Universidade de Missouri e ex-campeão do peso meio-médio do Ultimate Fighting Championship.

## Carreira no MMA

### Strikeforce
Woodley fez sua estreia no Strikeforce contra Sal Woods no Strikeforce: Lawler vs. Shields em 6 de Junho de 2009. Tyron venceu a luta por Finalização no primeiro round. Após a vitória, Woodley assinou um contrato de seis lutas com o Strikeforce.
Woodley fez sua segunda aparição no Strikeforce no Strikeforce Challengers: Kennedy vs. Cummings. Ele derrotou Zach Light por Finalização no segundo round.
No Strikeforce Challengers: Woodley vs. Bears, Woodley derrotou Rudy Bears por Triângulo de Braço. Após sua vitória sobre Bears, Woodley entrou para o jogo eletrônico EA Sports MMA da EA Sports.
Tyron venceu Nathan Coy por Decisão Dividida no Strikeforce Challengers: Lindland vs. Casey.
Em 9 de Outubro de 2010, no Strikeforce: Diaz vs. Noons II, Woodley derrotou André Galvão por Nocaute no primeiro round. Esse foi a estréia de Woodley no card principal de um evento maior do Strikeforce.
Woodley fez seu segundo main event no Strikeforce Challengers no Strikeforce Challengers: Woodley vs. Saffiedine, enfrentou Tarec Saffiedine em 7 de Janeiro de 2011 em Nashville, Tennessee. Usando seu clinch efetivo e aplicando quedas, Woodley venceu a luta por Decisão Unânime. Após a vitória, Woodley pediu para ser o desafiante n°1 pelo título dos Meio Médios. Strikeforce renovou um contrato com quatro lutas de Woddley.
No Strikeforce: Diaz vs. Daley Woodley usou uma camisa que tinha estampado na frente, "I Got Next" (Eu sou o próximo), dizendo que ele seria o próximo a disputar o Cinturão da categoria. No Strikeforce: Fedor vs. Henderson, Tyron substituiu Evangelista Santos e enfrentou Paul Daley. Woodley controlou a luta com queadas bem efetivas, e venceu Daley por Decisão Unânime.
Woodley enfrentou o canadense Jordan Mein no Strikeforce: Rockhold vs. Jardine. Woodley venceu por Decisão Dividida.
Tyron enfrentou Nate Marquardt em 14 de Julho de 2012 no Strikeforce: Rockhold vs. Kennedy pelo título vago do Strikeforce. Ele perdeu a luta por Nocaute no quarto round.

### Ultimate Fightig Championship
Woodley enfrentou Jay Hieron em 2 de Fevereiro de 2013 no UFC 156 em sua estréia no UFC, substituindo o lesionado Erick Silva. Woodley venceu por Nocaute aos 36 segundos do primeiro round.
Woodley foi derrotado por Jake Shields em uma controversa decisão dividida no UFC 161 em 15 de junho de 2013.
Woodley retomou o caminho das vitórias ao vencer Josh Koscheck, em 16 de novembro de 2013, no UFC 167 por nocaute no primeiro round.
Após pedir para enfrentar Carlos Condit, Woodley teve seu pedido aceito e sua luta contra o 'The Natural Born Killer' foi marcada para 15 de Março de 2014 no UFC 171. Woodley ganhava a luta até o segundo round, quando deu um chute em Condit, que lesionou o joelho e não pode continuar, com isso Woodley se tornou vencedor por nocaute técnico.
Woodley enfrentou o canadense Rory MacDonald em 14 de Junho de 2014 no UFC 174 e foi derrotado por decisão unânime. Dias após a derrota, Woodley foi colocado para substituir Hector Lombard contra Dong Hyun Kim em 23 de Agosto de 2014 no UFC Fight Night: Bisping vs. Le. Ele venceu por nocaute técnico com um minuto de luta.
Ele enfrentou o vencedor do TUF 17 Kelvin Gastelum em 31 de Janeiro de 2015 no UFC 183 e venceu por decisão dividida.
Woodley estava escalado para enfrentar o ex-campeão Johny Hendricks em 3 de Outubro de 2015 no UFC 192. Contudo Johny Hendricks sofreu um problema no corte de peso a poucas horas da pesagem oficial e precisou ser removido do evento.
Woodley foi escalado para enfrentar Robbie Lawler pelo cinturão do peso meio-médio do em 30 de julho de 2016, UFC 201. O anúncio de seu nome para disputar o cinturão recebeu diversas críticas de outros lutadores da categoria, por conta do seu longo período de inatividade. Não luta desde que enfrentou Kevin Gastelum.
No UFC 201, nocauteou o ex-campeão Robbie Lawler e conquistou o Cinturão Meio Médio do UFC. Na metade do 1º round Woodley acertou um forte cruzado de direita que derrubou Lawler. O desafiante foi para cima e ainda acertou vários golpes, fazendo o árbitro Dan Miragliotta interromper o combate e declarando vitória de Woodley por nocaute técnico aos 2 minutos e 12 segundos do primeiro round. 
Em seguida, enfrentou Stephen Thompson no UFC 205. A luta acabou com um empate majoritário, com dois juízes marcando 47–47 e o outro marcando 48–47 para Woodley. Nesta luta, ambos os atletas ganharam o prêmio de Luta da Noite.
Uma segunda luta entre os dois lutadores ocorreu no dia 4 de março de 2017, no UFC 209. Neste combate, Woodley venceu por decisão majoritária (48-47, 47-47 e 48-47).

## Lutas no Boxe

### Paul Vs. Woodley
Após a vitória de Jake Paul sob o lutador profissional de MMA Ben Askren em sua terceira luta profissional no boxe, Woodley desafiou Paul. Em 31 de maio de 2021, foi anunciado que Woodley estava planejando realizar a sua estreia no boxe profissional contra a Paul em 29 de agosto de 2021. Woodley se tornou o primeiro homem a levar Paul além do segundo round em sua carreira profissional, mas acabou perdendo por decisão dividida. Um juiz marcou a luta 77-75 a favor de Woodley, enquanto os outros dois juízes marcaram 77-75 e 78-74 a favor de Paul.
Woodley e Paul faturaram mais de R$ 10 milhões cada pela luta.

### Paul Vs. Woodley II
Em 6 de dezembro de 2021, Woodley se candidatou e substituiu Tommy Fury que lutaria contra Jake Paul, tendo assim uma revanche agendada para 18 de dezembro. Após uma luta de ida e volta, Woodley foi nocauteado no sexto round. No momento da paralisação, Woodley estava perdendo na contagem de todos os três juízes por 49–46 (duas vezes) e 48–47.

## Cartel no Boxe
| Resultado | Cartel | Oponente  | Método             | Data                   | Round | Tempo | Local                                       | Nota |
| --------- | ------ | --------- | ------------------ | ---------------------- | ----- | ----- | ------------------------------------------- | ---- |
| Derrota   | 0-2    | Jake Paul | Nocaute            | 18 de Dezembro de 2021 | 6 (8) | 2:12  | Amalie Arena, Tampa, Flórida                |      |
| Derrota   | 0-1    | Jake Paul | Decisão (dividida) | 29 de Agosto de 2021   | 8     |       | Rocket Mortgage Fieldhouse, Cleveland, Ohio |      |

## Cartel no MMA
| Cartel no MMA   |             |            |
| 27 lutas        | 19 vitórias | 7 derrotas |
| Por nocaute     | 7           | 2          |
| Por finalização | 5           | 1          |
| Por decisão     | 7           | 4          |
| Empates         | 1           | 1          |

| Res.    | Cartel | Oponente         | Método                               | Evento                                          | Data       | Round | Tempo | Local                         | Notas                                                        |
| ------- | ------ | ---------------- | ------------------------------------ | ----------------------------------------------- | ---------- | ----- | ----- | ----------------------------- | ------------------------------------------------------------ |
| Derrota | 19-7-1 | Vicente Luque    | Finalização (estrangulamento d'arce) | UFC 260: Miocic vs. Ngannou 2                   | 27/03/2021 | 1     | 3:56  | Las Vegas, Nevada             | Luta da Noite.                                               |
| Derrota | 19-6-1 | Colby Covington  | Nocaute Técnico (lesão na costela)   | UFC Fight Night: Covington vs. Woodley          | 19/09/2020 | 5     | 1:19  | Las Vegas, Nevada             |                                                              |
| Derrota | 19-5-1 | Gilbert Burns    | Decisão (unânime)                    | UFC on ESPN: Woodley vs. Burns                  | 30/05/2020 | 5     | 5:00  | Las Vegas, Nevada             |                                                              |
| Derrota | 19-4-1 | Kamaru Usman     | Decisão (unânime)                    | UFC 235: Jones vs. Smith                        | 02/03/2019 | 5     | 5:00  | Las Vegas, Nevada             | Perdeu o Cinturão Meio Médio do UFC.                         |
| Vitória | 19-3-1 | Darren Till      | Finalização (estrangulamento d'arce) | UFC 228: Woodley vs. Till                       | 08/09/2018 | 2     | 4:19  | Dallas, Texas                 | Defendeu o Cinturão Meio Médio do UFC; Performance da Noite. |
| Vitória | 18-3-1 | Demian Maia      | Decisão (unânime)                    | UFC 214: Cormier vs. Jones II                   | 29/07/2017 | 5     | 5:00  | Anaheim, California           | Defendeu o Cinturão Meio Médio do UFC.                       |
| Vitória | 17-3-1 | Stephen Thompson | Decisão (majoritária)                | UFC 209: Woodley vs. Thompson II                | 04/03/2017 | 5     | 5:00  | Las Vegas, Nevada             | Defendeu o Cinturão Meio Médio do UFC.                       |
| Empate  | 16-3-1 | Stephen Thompson | Empate (majoritário)                 | UFC 205: Alvarez vs. McGregor                   | 12/11/2016 | 5     | 5:00  | New York, New York            | Defendeu o Cinturão Meio Médio do UFC; Luta da Noite.        |
| Vitória | 16-3   | Robbie Lawler    | Nocaute (socos)                      | UFC 201: Lawler vs. Woodley                     | 30/07/2016 | 1     | 2:12  | Atlanta, Geórgia              | Ganhou o Cinturão Meio Médio do UFC. Performance da Noite.   |
| Vitória | 15-3   | Kelvin Gastelum  | Decisão (dividida)                   | UFC 183: Silva vs. Diaz                         | 31/01/2015 | 3     | 5:00  | Las Vegas, Nevada             | Peso casado (180lbs).Gastelum não bateu o peso.              |
| Vitória | 14-3   | Dong Hyun Kim    | Nocaute Técnico (socos)              | UFC Fight Night: Bisping vs. Le                 | 23/08/2014 | 1     | 1:01  | Cotai, Macau                  | Performance da Noite.                                        |
| Derrota | 13-3   | Rory MacDonald   | Decisão (unânime)                    | UFC 174: Johnson vs. Bagautinov                 | 14/06/2014 | 3     | 5:00  | Vancouver, Colúmbia Britânica |                                                              |
| Vitória | 13-2   | Carlos Condit    | Nocaute Técnico (lesão)              | UFC 171: Hendricks vs. Lawler                   | 15/03/2014 | 2     | 2:00  | Dallas, Texas                 | Condit lesionou o joelho.                                    |
| Vitória | 12-2   | Josh Koscheck    | Nocaute (socos)                      | UFC 167: St. Pierre vs. Hendricks               | 16/11/2013 | 1     | 4:38  | Las Vegas, Nevada             | Nocaute da Noite.                                            |
| Derrota | 11-2   | Jake Shields     | Decisão (dividida)                   | UFC 161: Evans vs. Henderson                    | 15/06/2013 | 3     | 5:00  | Winnipeg, Manitoba            |                                                              |
| Vitória | 11-1   | Jay Hieron       | Nocaute (socos)                      | UFC 156: Aldo vs. Edgar                         | 02/02/2013 | 1     | 0:36  | Las Vegas, Nevada             | Estreia no UFC.                                              |
| Derrota | 10-1   | Nate Marquardt   | Nocaute (cotoveladas e socos)        | Strikeforce: Rockhold vs. Kennedy               | 14/07/2012 | 4     | 1:39  | Portland, Oregon              | Pelo Cinturão do Peso Meio-Médio do Strikeforce.             |
| Vitória | 10-0   | Jordan Mein      | Decisão (dividida)                   | Strikeforce: Rockhold vs. Jardine               | 07/01/2012 | 3     | 5:00  | Las Vegas, Nevada             |                                                              |
| Vitória | 9-0    | Paul Daley       | Decisão (unânime)                    | Strikeforce: Fedor vs. Henderson                | 30/07/2011 | 3     | 5:00  | Hoffman Estates, Illinois     |                                                              |
| Vitória | 8-0    | Tarec Saffiedine | Decisão (unânime)                    | Strikeforce Challengers: Woodley vs. Saffiedine | 07/01/2011 | 3     | 5:00  | Nashville, Tennessee          |                                                              |
| Vitória | 7-0    | André Galvão     | Nocaute (socos)                      | Strikeforce: Diaz vs. Noons II                  | 09/10/2010 | 1     | 1:48  | San José, Califórnia          |                                                              |
| Vitória | 6-0    | Nathan Coy       | Decisão (dividida)                   | Strikeforce Challengers: Lindland vs. Casey     | 21/05/2010 | 3     | 5:00  | Portland, Oregon              |                                                              |
| Vitória | 5-0    | Rudy Bears       | Finalização (triângulo de braço)     | Strikeforce Challengers: Woodley vs. Bears      | 20/11/2009 | 1     | 2:52  | Kansas City, Kansas           |                                                              |
| Vitória | 4-0    | Zach Light       | Finalização (chave de braço)         | Strikeforce Challengers: Kennedy vs. Cummings   | 25/09/2009 | 2     | 3:38  | Bixby, Oklahoma               |                                                              |
| Vitória | 3-0    | Salvador Woods   | Finalização (estrangulamento d’arce) | Strikeforce: Lawler vs. Shields                 | 06/06/2009 | 1     | 4:20  | St. Louis, Missouri           | Estreia no Strikeforce.                                      |
| Vitória | 2-0    | Jeff Carstens    | Finalização (mata leão)              | Respect Is Earned: Brotherly Love Brawl         | 30/04/2009 | 1     | 0:48  | Oaks, Pensilvânia             |                                                              |
| Vitória | 1-0    | Steve Schnider   | Nocaute Técnico (socos)              | Headhunter Productions: The Patriot Act 1       | 07/02/2009 | 1     | 1:09  | Columbia, Missouri            |                                                              |

## Filmografia
| Ano  | Título                 | Papel     | Notas                                  |
| ---- | ---------------------- | --------- | -------------------------------------- |
| 2013 | Fight Life             | Ele mesmo |                                        |
| 2015 | Straight Outta Compton | T-Bone    |                                        |
| 2016 | Sultan                 | Tyron     | Wrestler                               |
| 2016 | Kickboxer: Vengeance   | Lutador   |                                        |
| 2016 | The Evolution of Punk  | Ele mesmo | Minissérie; Apareceu no episódio final |
| 2016 | Breakout               | Skinhead  |                                        |
| 2017 | Office Uprising        | Mario     | Pós-Produção                           |
| 2017 | The Favorite           | Nick      | Pós-Produção                           |
| 2017 | Escape Plan 2: Hades   | Akala     |                                        |
| 2020 | Cut Throat City        | Loser     |                                        |

| Ano  | Título          | Papel       | Notas                                 |
| ---- | --------------- | ----------- | ------------------------------------- |
| 2010 | Bully Beatdown  | Ele mesmo   | Episódio: "Hair Today, Gone Tomorrow" |
| 2017 | The Night Shift | Travis      | Episódio: "Do No Harm"                |
| 2019 | Hawaii Five-0   | Kalino      | Episódio: "E'ao lu'au a kualima"      |
| 2022 | Cobra Kai       | Sensei Odel | 5 episódios                           |